# Academia Superior de Estudios Penitenciarios
La Academia Superior de Estudios Penitenciarios se crea mediante Resolución Ex. N° 2.986 del 16 de diciembre de 1997, durante el gobierno del Presidente de la República Eduardo Frei Ruiz-Tagle, siendo Director Nacional de la Institución el entonces Contador Auditor Mario Morales Mondaca.
La Academia forma parte del plan de reforma, que apunta a desarrollarla como un centro de estudio  y especialización para todo el personal penitenciario y de intercambio de conocimientos a nivel internacional.

## Historia de la Escuela de Gendarmería de Chile
En las primeras décadas del Chile republicano, estuvo muy presente la discusión sobre el tipo y modelo penitenciario a impulsar, influido notablemente por las experiencias que tenían lugar en Europa y en Estados Unidos.
Es así como la creación en Santiago de la cárcel penitenciara en 1843 recogería la propuesta de la ciudad de Nueva York.
Este inicio del sistema carcelario en Chile sería también el comienzo para comprender a partir de la propia experiencia y de la realidad internacional de los países desarrollados la importancia de contar con una dotación capacitada para la labor penitenciaria.
Recién es hasta el 28 de agosto de 1928, por el Decreto N° 1650, que se da origen a la  Escuela de Gendarmería de Prisiones de esta forma la institución se especializa y logra entrenar a los Oficiales y a los Suboficiales de forma separada. El 1 de abril de 1944 posteriormente, y producto de una mayor comprensión de la importancia de la labor de selección y preparación del personal penitenciario, por el Decreto Nº 3.620, se crea la Escuela Penitenciaria de Chile.
El 9 de febrero de 1954 según el Decreto Nº 775, la Escuela pasa a denominarse Escuela Técnica de los Servicios de Vigilancia de Prisiones.
Producido el quiebre institucional de 1973 y tras la instalación del régimen militar del General Augusto Pinochet, en 1975, la Institución pasa a llamarse de Servicio de Vigilancia de Prisiones a Gendarmería de Chile, por lo cual la Escuela Técnica cambia también de nombre por el de Escuela de Gendarmería de Chile del General Manuel Bulnes Prieto, de acuerdo con el Decreto N° 842, del 6 de enero de 1975.

## Misión
- Formar profesionales penitenciarios con capacidad para tomar decisiones en apego a la Ley, respeto a los Derechos Humanos y Dignidad de las personas y dominio en materias de seguridad.
- Inspirar y reforzar los valores del deber, lealtad, honor y disciplina.
- Capacitar y perfeccionar permanentemente a los funcionarios, una vez que hayan sido destinados a unidades penales o recintos especiales de la institución.

## Himno de Gendarmería de Chile en Desfile
Himno tocado tanto en la Academia Superior de Estudios Penitenciarios como en la Escuela de Formación Penitenciaria "Gendarme Alex Villagran Pañinao":

I

Somos lirismo sublime 

Con patriotismo y deber 

Somos la luz en tinieblas 

De un alegre renacer. 

II

Espiritual como el arte 

De una belleza sin par 

La que se brinda afectuosa 

Es la heroína inmortal. 

Coro

Gendarmería de Chile 

Eres guía y bondad 

Amor, tezon y trabajo 

Para entregar hermandad. 

III

Orden, justicia y deber 

Te llevan con mano genial 

Sin importar los esfuerzos 
 
Hasta alcanzar tu sitial.